# Uster
Uster (gzu. Uschter) – miasto i gmina (Politische Gemeinde) w północnej Szwajcarii, w kantonie Zurych, siedziba administracyjna okręgu (Bezirk) Uster. Leży nad jeziorem Greifensee.

## Demografia
W Uster mieszka 35 748 osób. W 2021 roku 23,8% populacji gminy stanowiły osoby urodzone poza Szwajcarią.

## Współpraca
Miejscowość partnerska:
- Prenzlau, Niemcy

## Transport
Przez teren miasta przebiegają autostrada A15 oraz drogi główne nr 339, nr 340 i nr 716.